# جورج د. غروندي جونيور
جورج د. غروندي جونيور (بالإنجليزية: George D. Grundy, Jr.)‏ هو طيار أمريكي، ولد في 21 يونيو 1898 في ساوثهامبتون ‏ في الولايات المتحدة، وتوفي في 19 مايو 1998 في ليسبرغ في الولايات المتحدة.